# Вирус кори
Вирус кори (англ. Measles morbillivirus, ранее Measles virus) — вид РНК-содержащих вирусов из семейства парамиксовирусов (Paramyxoviridae), типовой вид рода Morbillivirus. Инфицирует человека и некоторые виды обезьян, являясь возбудителем кори и подострого склерозирующего панэнцефалита (при персистировании вируса в ЦНС).

## История изучения
Вирусная природа возбудителя кори была доказана в 1911 году Д. Андерсеном и Д. Гольдбергом. Вирус выделен в 1954 году Д. Эндерсом и Т. Пилбсом. В сентябре 1975 года Measles virus зарегистрирован Международным комитетом по таксономии вирусов (ICTV) как типовой вид рода Morbillivirus. В марте 2017 году таксону, как и большинству других видов из семейства Paramyxoviridae, изменили  научное название на Measles morbillivirus.

## Морфология и ультраструктура вириона
Морфология вируса типична для парамиксовирусов. Диаметр вириона 150—250 нм. Вирион имеет округлую форму, снаружи покрыт липопротеиновым суперкапсидом. Изнутри к суперкапсиду прилегает слой матриксного белка. В центральной части вириона имеется тяж нуклеокапсида со спиральным типом симметрии, свернутый в клубок.
Геном вируса — одноцепочечная нефрагментированная (-)РНК. Основные белки: нуклеокапсидный протеин NP, матриксный белок M, а также поверхностные гликозилированные белки липопротеиновой оболочки — гемагглютинин H, белок слияния F и гемолизин. В отличие от других парамиксовирусов, у вируса кори отсутствует нейраминидаза.

## Устойчивость к физико-химическим факторам
Вирус кори нестоек к действию факторов окружающей среды, при комнатной температуре инактивируется через 3-4 часа. Быстро гибнет от солнечного света, УФ-лучей. Чувствителен к действию детергентов и дезинфектантов.

## Методы выделения и культивирования
Вирус кори культивируют на первично-трипсинизированных культурах клеток почек обезьян и человека, перевиваемых культурах клеток HeLa, Vero. Вирус кори оказывает характерное цитопатическое действие в культурах клеток — образование симпластов с цитоплазматическими включениями.

## Особенности репродукции
Репродукция возбудителя кори происходит как и у других представителей семейства Paramyxoviridae. На первом этапе репликации происходит транскрипция (-)РНК вирусной РНК-зависимой РНК-полимеразой в моноцистронную мРНК, и далее синтезируются дополнительные копии (+)РНК, служащие матрицами для синтеза геномных (-)РНК. Репликация геномных РНК таких вирусов осуществляется в цитоплазме.

## Гемагглютинирующие и антигенные свойства
Вирус агглютинирует только эритроциты обезьян (макак резус), поскольку они имеют специфические рецепторы (CD150 SLAMF1), отсутствующие у эритроцитов других животных.
Основные антигены — поверхностные гликопротеины F, H и нуклеокапсидный белок NP. Все известные штаммы вируса кори идентичны в антигенном отношении.